# Blitzen-Benz

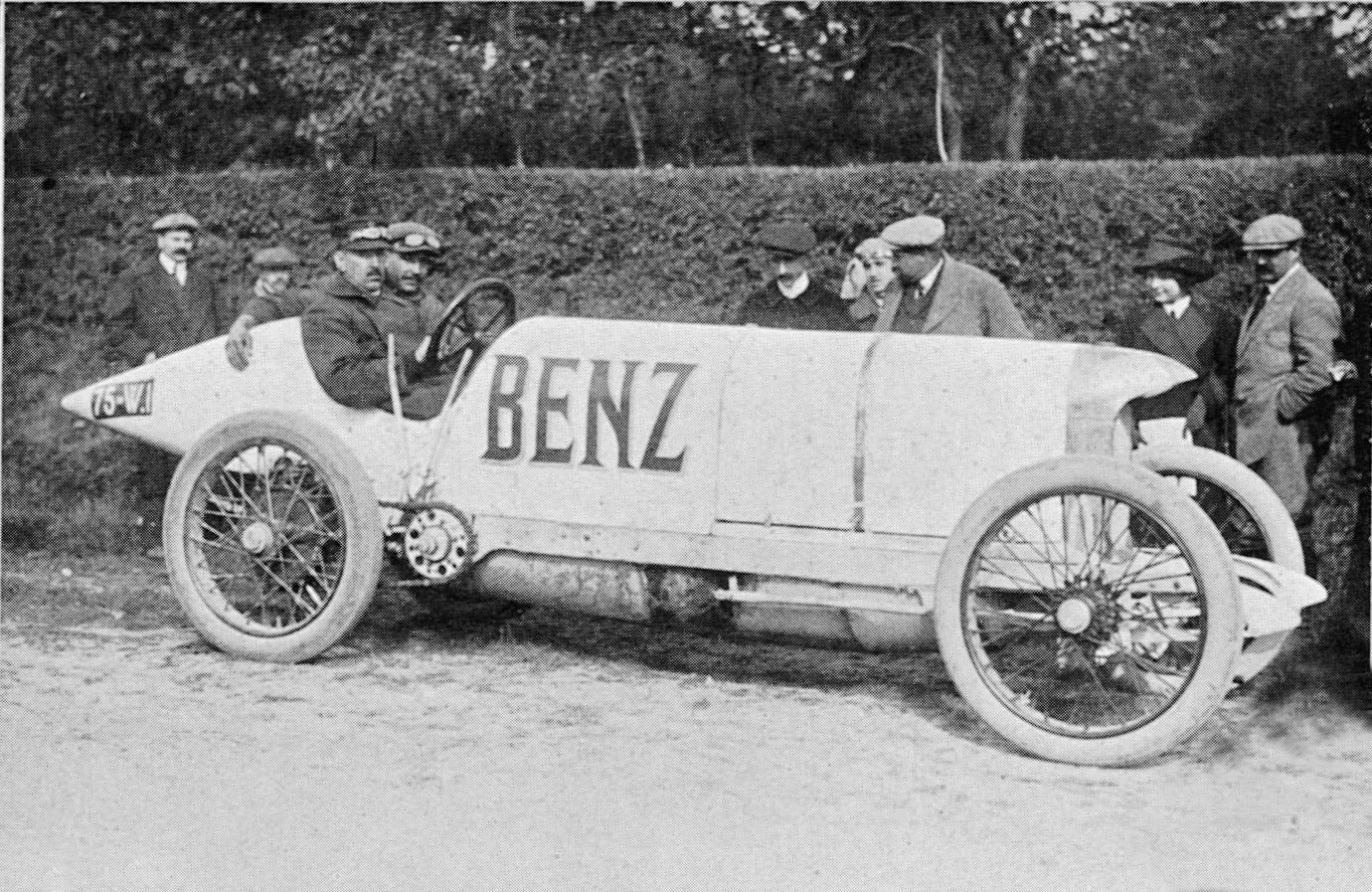
Une Blitzen-Benz allemande.

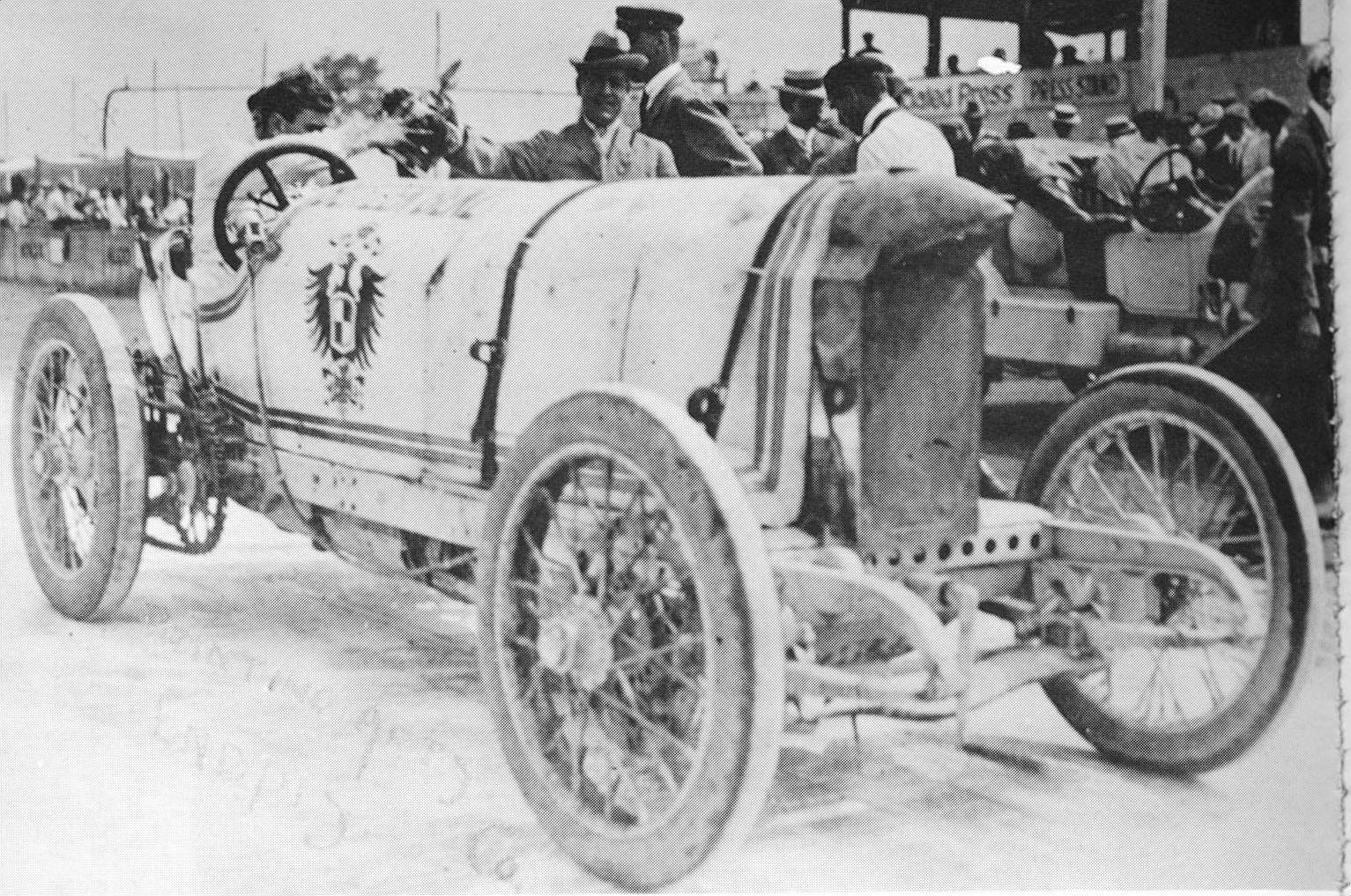
Un autre exemplaire, devenu américain, celui de Moross et Oldfield, à aigle impériale (après 1910).

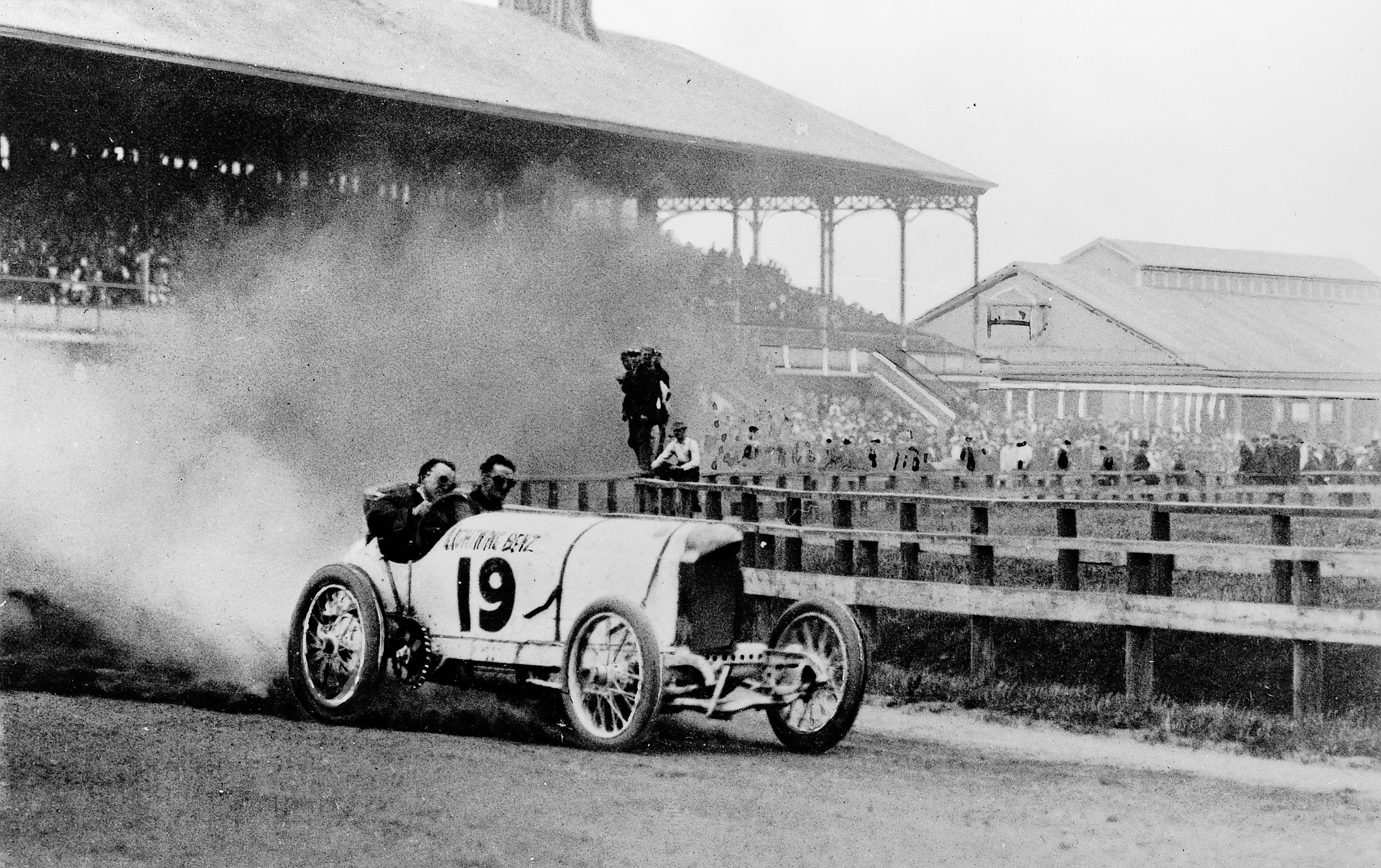
Une Blitzen-Benz en course.

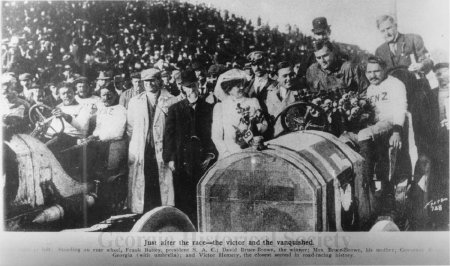
David Bruce-Brown vainqueur du GP des États-Unis en 1910.

Barney Oldfield en 1910 sur la plage de Daytona, juste avant ses 211.23 km/h sur le mile.

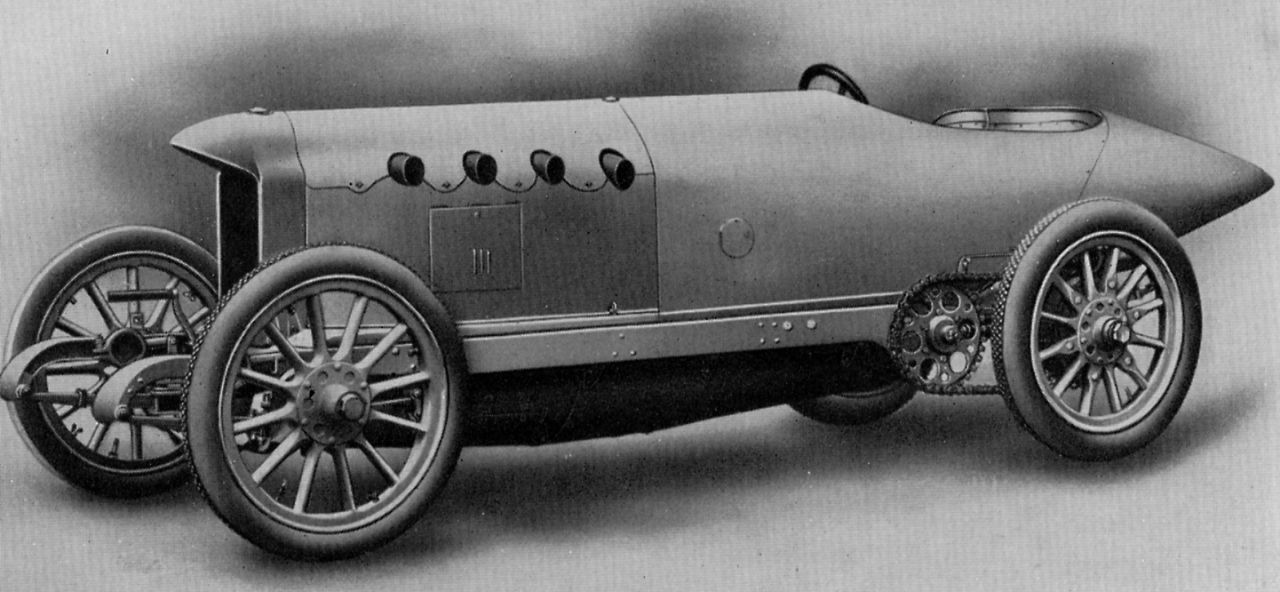
La Blitzen-Benz de Bob Burmann en 1911 (228,1 km/h).

La Blitzen-Benz, ou Benz 200 PS (littéralement en allemand, la Benz-Éclair), est un véhicule de course produit par Benz & Cie destiné à la compétition automobile qui battit plusieurs records de vitesse terrestre avant la Première Guerre mondiale, et qui devint également une voiture de Grand Prix.

## Histoire
En 1909, la direction de la firme fait construire, en grande partie par l'ingénieur Julius Ganss, un véhicule en vue de franchir le mur des 200 km/h, à partir du moteur de la 150 PS utilisée en Grand Prix, de 150HP de puissance (soit 110 kW ; à noter que cette voiture obtient en mai 1908 les deux premières places du Saint-Pétersbourg-Moscou, avec les nouveaux pilotes d'usine Victor Hémery et Victor Demogeot). À cette fin, la cylindrée passe à 21,5 litres. Dans sa première version le moteur produit 184 ch (132 kW) à une vitesse de 1 500 tr/min, donnant rapidement 200 ch (147 kW) à 1 600 tr/min (vitesse maximale 1 650 tr/min), pour un poids de 407 kg (couple 36 mkg à 1 000 tr/min, alésage × course de piston 185 × 200 mm, taux de compression 1: 5,8, pour 2 magnéto Bosch D4 assurant l'allumage).
Le moteur portant le numéro 5 100 est le premier monté sur le châssis, au début avec la carrosserie de la 150 PS Grand Prix. Le 22 août 1909 la voiture devenue 200 PS participe à la course de un kilomètre de Francfort-sur-le-Main qu'elle remporte « haut la main » en 22,6 secondes à une vitesse moyenne de 159,3 km/h après départ fulgurant, recevant le prix de la (dernière) grande-duchesse de Hesse.
Victor Hémery prend pour la première fois le volant de la voiture lors d'une course de sprint à Bruxelles, où il surclasse la concurrence. Il bat ensuite avec elle le 8 novembre au circuit de Brooklands alors récemment ouvert le record du monde de vitesse en couvrant le kilomètre à 202,700 km/h de moyenne : c'est alors la plus grande vitesse jamais réalisée avec un moyen de locomotion humain, que ce soit sur terre, dans l'eau, ou même dans les airs. Il est le premier homme à franchir le mur des 200 km/h, dès son demi-mile à 205,666 km/h pendant le même enregistrement homologué, battant le record précédemment détenu par Fred H. Marriott depuis janvier 1906. Le kilomètre départ arrêté est couvert en 31,326 ", et le mile en 41,268". 
Dès 1909, Barney Oldfield effectue sur Benz un show de présentation, lors de l'ouverture de l'Indianapolis Motor Speedway, le futur circuit des 500 miles d'Indianapolis à compter de 1911. Il devient aussi le grand rival de Ralph DePalma, lors de défis lancés durant les années 1910, toujours avec la Blitzen-Benz.
À la fin de l'année 1909 sort la carrosserie définitive des usines de Mannheim pour les tentatives de record du véhicule. Les pilotes Hémery et l'expérimenté Fritz Erle ont désormais un bolide avec levier de vitesse et frein à main extériorisés, les gaz de combustion étant directement éjectés au dehors sous quatre petits renflements individualisés dans la carrosserie de gauche, désormais dépourvue des pots d'échappement. La grille du radiateur, haute et étroite, est enchâssée dans un coffret en laiton, avec un éperon en creux pointé vers l'avant. Le conducteur et le mécanicien – qui tient la pompe à essence manuelle à air comprimé – sont désormais très rapprochés et rejetés plus en arrière. Peu de circuits européens sont alors aptes à permettre à la voiture de s'exprimer pleinement. La plupart des exemplaires partent alors pour les États-Unis dès janvier 1910. Sur place George Robertson doit affronter Ralph DePalma, détenteur de multiples records sur les circuits américains. Le promoteur de courses Ernie Moross achète une 200 HP en échange de sa 150 HP et de 6 000 dollars à l'importateur Benz Jesse Froehlich basé à New York, et lui donne le nom initial de Lightning Benz peint en noir sur son flanc blanc. Son pilote sous contrat Barney Oldfield la conduit sans préparation particulière à Daytona en Floride pour établir un nouveau record de vitesse, cependant non homologué par l'AIACR (Association internationale des automobile clubs reconnus) car ne respectant pas les règles de la Fédération internationale de l’automobile (la FIA) : obtenir la vitesse moyenne de deux trajets, par aller et retour. Contrairement à l'AIACR, l'AAA (Association américaine des automobilistes) admet la performance d'Oldfield, et le 25 juillet 1910 une lettre du baron R. de Vrière, alors président de la Commission sportive fédérale, accepte indirectement l'existence de l'exploit. Moross et Oldfield continuent alors les exhibitions avec la voiture, renommée Blitzen-Benz avec désormais une petite aigle impériale également peint sur le côté droit du capot.
Le 2 octobre 1910, Erle remporte la course de côte de Gaillon avec la numéro 2 (moteur numéro 6 257), au profil arrière triangulaire caractéristique cachant le réservoir d'essence de 73 litres, et d'ores et déjà adaptée aux courses de Grand Prix. Il obtient alors une vitesse moyenne de 156,5 km/h sans limite de classe, nouveau record de l'épreuve. Après sa première victoire des modifications mineures sont encore apportées : le cockpit avant est rehaussé pour mieux protéger le conducteur qui est plus confortablement assis, des roues à rayons avec verrouillage central sont désormais montées, et les deux sièges deviennent strictement parallèles. Erle put ensuite utiliser deux types de carrosseries sur la n° 2 durant quelques courses (avec un arrière type n° 1), mais la différence ne fut pas concluante. Cette Benz 200 PS part ensuite pour les États-Unis, où elle est conduite avec succès par Bob Burman. 
La numéro 3 (moteur numéro 9141) est prête en 1912. Fritz Erle remporte de nouveau la côte de Gaillon avec, le 6 octobre en portant son record d'ascension à 163,63 km/h. Le 25 mai 1913, il est vainqueur de Limonest - Mont Verdun, là encore avec un temps encore jamais obtenu. La lubrification du moteur est ensuite perfectionnée à Mannheim, grâce à l'adjonction d'une pompe à engrenages pour faire circuler une huile moins chaude sous pression.
L. G. « Cupid » Hornsted, représentant Benz en Grande-Bretagne, acquiert ensuite la n° 3, toujours en 1913. De couleur désormais bleue, il la fait équiper entre autres d'une nouvelle grille de radiateur et d'un déflecteur de vent détachable. Après quelques premiers réglages à Brooklands en novembre, il obtient une dizaine de records mondiaux avec elle, entre décembre et juin 1914, mais la guerre éclate alors. La voiture est néanmoins retournée in extremis à Mannheim, où elle reste au département de test jusqu'en 1918. Deux exemplaires en sortent alors grâce aux pièces détachées, la Blitzen-Benz II issue directement de la voiture d'Hornsted, et une seconde Blitzen-Benz n° 3. Les sièges son redécalés, les jantes à rayons sont recouvertes par la coque et une nouvelle carrosserie à arrière pointu pour courses est présente. La peinture est désormais le blanc « traditionnel. ». La nouvelle version participe à la course d'inauguration du circuit d'Avus près de Berlin en 1921, et l'année suivante à celle de Scheveningen aux Pays-Bas. En juillet 1922 retour à Brooklands pour quelques courses à succès (notamment sa toute première en août, le comte Louis Zborowski la conduisant également en cours de journée), désormais le plus souvent entre les mains de H. V. Barlow. Mais le 30 septembre 1922, lors du handicap court 100 MPH à la fin de la compétition, les freins (situés seulement à l'arrière) lâchent avec le capitaine John Duff alors dans son tour le plus rapide sur le haut de la bande courbée à 184,21 km/h avec la numéro 3, laquelle franchit la barrière de protection supérieure du virage de l'extrémité nord du circuit, pour s'écraser. L'épave est ensuite renvoyée à l'usine-mère.
La numéro 4 (moteur numéro 9143) est prête aussi en 1912. Le radiateur est large, les roues sont à rayons en bois, et la carrosserie est celle de la voiture de Erle en 1910-11. Elle participe à plusieurs courses avant le premier conflit mondial, parfois avec Franz Hörner (de) (vainqueur du Vercelli Sprint en 1913, de la côte de Prague à Zbraslav-Jíloviště en 1914, et de la côte du Semmering près de Vienne en 1922, le tout avec la 200 PS) qui a été recommandé par Hémery et Erle. La paix revenue ses jantes en bois sont conservées. Cette apparence de char antique lui vaut le surnom de « Grand-mère » en course, et elle renoue avec le succès durant le début des années 1920 en devenant un support publicitaire pour la marque Benz. Elle reçoit alors un échappement spécial : au moyen d'une vanne sur la tuyère des gaz, le bruit émis peut être modulé pour devenir assourdissant ou au contraire atténué par des réducteurs.
Le représentant de Benz à Madrid, Treumann, obtient la numéro 5 (moteur numéro 9145) pour un dénommé J. Ratis habitant à Barcelone, qui est livré le 20 février 1913, la suite de l'histoire reste inconnue.
Le Bureau de Benz à Anvers vend la Blitzen-Benz numéro 6 (numéro moteur 13 280) à un Mr Heje de Gand, qui la reçoit le 24 décembre 1913. Exceptionnellement son châssis est prolongé de 40 centimètres (empattement à 3 200 au lieu de 2 800 mm), et la carrosserie peut accueillir quatre personnes en conformation tourisme. Cette n° 6 fait aussi parfois le voyage de Brooklands pour des tentatives de records. Jusqu'en 2002 elle réside de longues années en Angleterre, puis elle est rachetée par un collectionneur américain.
La Blitzen cesse définitivement toute compétition en 1923. 
Une nouvelle voiture 200 PS est pourtant construite en 1935 grâce à des pièces d'usine inexploitées et à l'utilisation conjointe d'éléments de la numéro 3 endommagée (enjoliveurs, refroidisseur et corps central de l'épave). Les bâtons en bois des jantes sont embellis par des feuilles d'aluminium. Le capot moteur, l'empennage et la couverture de l'échappement moteur sont reconstruits. Le véhicule se trouve aujourd'hui au musée Mercedes-Benz.
En 2004, un collectionneur américain a décidé de construire une autre voiture à l'identique. Le musée Mercedes-Benz lui a fourni durant un an sa propre voiture datée de 1935. Pour ce projet privé, il a aussi pu obtenir de Mercedes la documentation d'époque et les quelques éléments encore inexploités de la voiture d'Hornsted, dont le moteur n° 9 141. Des parties de la carrosserie originelle étaient déjà antérieurement parties aux États-Unis.
Dans les années 1990, Mercedes a vendu les droits d'appellation au constructeur japonais Subaru, qui a produit depuis lors plusieurs modèles spéciaux à vocation sportive en héritage. Le nom est en effet devenu mythique au Japon, où les modèles hérités de « l'éclair » sont très prisés.

## Records
- 1909 : le Français Victor Hémery établit le 9 novembre une vitesse moyenne homologuée de 202,7 km/h sur le kilomètres avec la numéro 1 (circuit de Brooklands), la plus grande jamais atteinte que ce soit sur terre, dans l'eau, ou dans les airs (avec le premier enregistrement électrique[5]). Il est le premier homme à dépasser les 200 km/h, dès le demi mile franchit à 205,666 km/h.
- 1910 : l'Américain Barney Oldfield établit le 17 mars une vitesse moyenne de 211,23 km/h sur le mile (Daytona Beach, non homologuée). Il améliore les records mondiaux du kilomètre, du mile et des 2 miles (3 km) lors de la course AAA de Daytona Beach (alors sur circuit)[6].
- 1911 : l'Américain Bob Burman établit le 23 avril une vitesse moyenne de 228,1 km/h sur le mile (Daytona Beach, non homologuée)[7], battant l'officieux record de 1907 air-terre-mer à moto par Glenn Curtiss sur sa Curtiss V-8 motorcycle (en)[8], exploit qui tient près de sept ans et demi, jusqu'à Ralph DePalma en 1919.
- 1912 : Bob Burman renforce le 7 septembre la réputation de voiture à records de la 200 PS, lors d'une épreuve sur la plage de Brighton à Brooklyn.
- 1913 : l'Anglais Lydston G. Hornsted établit en décembre les records du demi-mile (113,8 km/h) et du kilomètre (118,8 km/h) à Brooklands, départs arrêtés.
- 1914 : Lydston G. Hornsted établit cette fois le 24 juin une vitesse moyenne homologuée de 199,70 km/h sur le mile avec la numéro 3 (Brooklands, pour la première fois par aller-retour, un record la guerre aidant qui reste valide durant huit années, jusqu'en 1922, battu alors par Kenelm Lee Guinness). Le 14 janvier de la même année Hornsted bat déjà les records aller-retour des demi mile (199,3 km/h), puis 2 miles (196,38 km/h) et 5 miles (186,77 km/h) départs lancés, lors d'une série de sept succès chronométriques (une semaine plus tôt il a éclaté un pneu -type continental ballon de 820 × 120- à 190 km/h, échappant de peu à la catastrophe).
- 1914 : l'Américain Teddy Tetzlaf établit 228[9], puis 229.85[10],[11] km/h avec la numéro 2, pour la Moross Amusement Company d'Ernest (Ernie) Moross (Bonneville Salt Flats, premières tentatives organisées sur un lac salé, encore une fois non homologuées).

## Victoire
- Grand Prix automobile des États-Unis en 1910, avec David Bruce-Brown, ne comptant que 1,43 seconde d'avance sur Victor Hémery, même modèle (à Savannah).

## Galerie au musée Mercedes-Benz

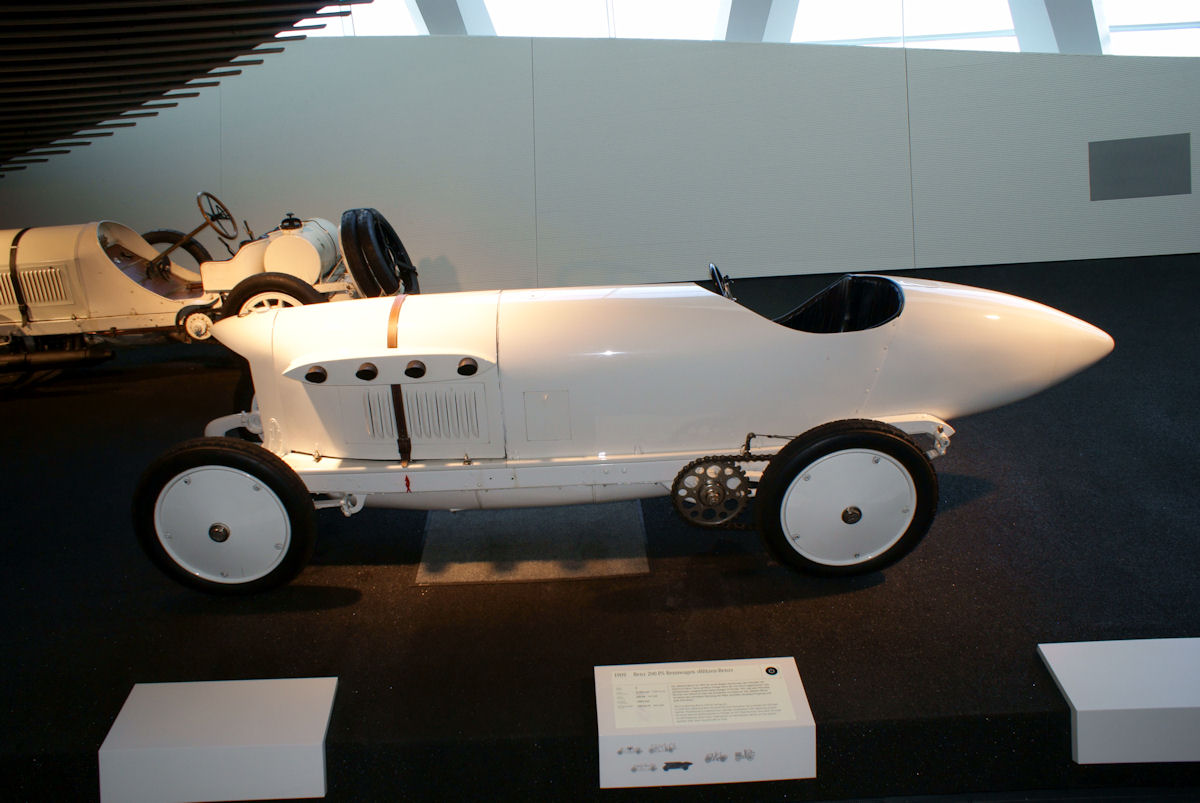
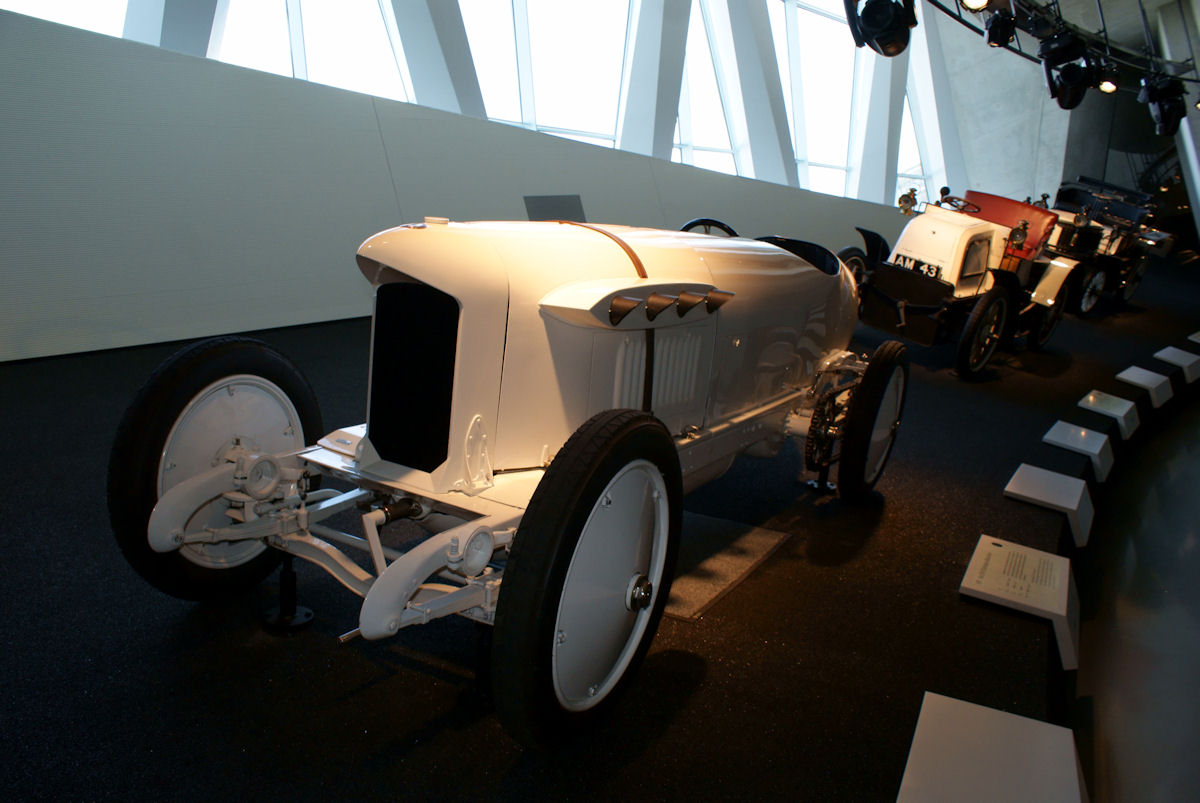
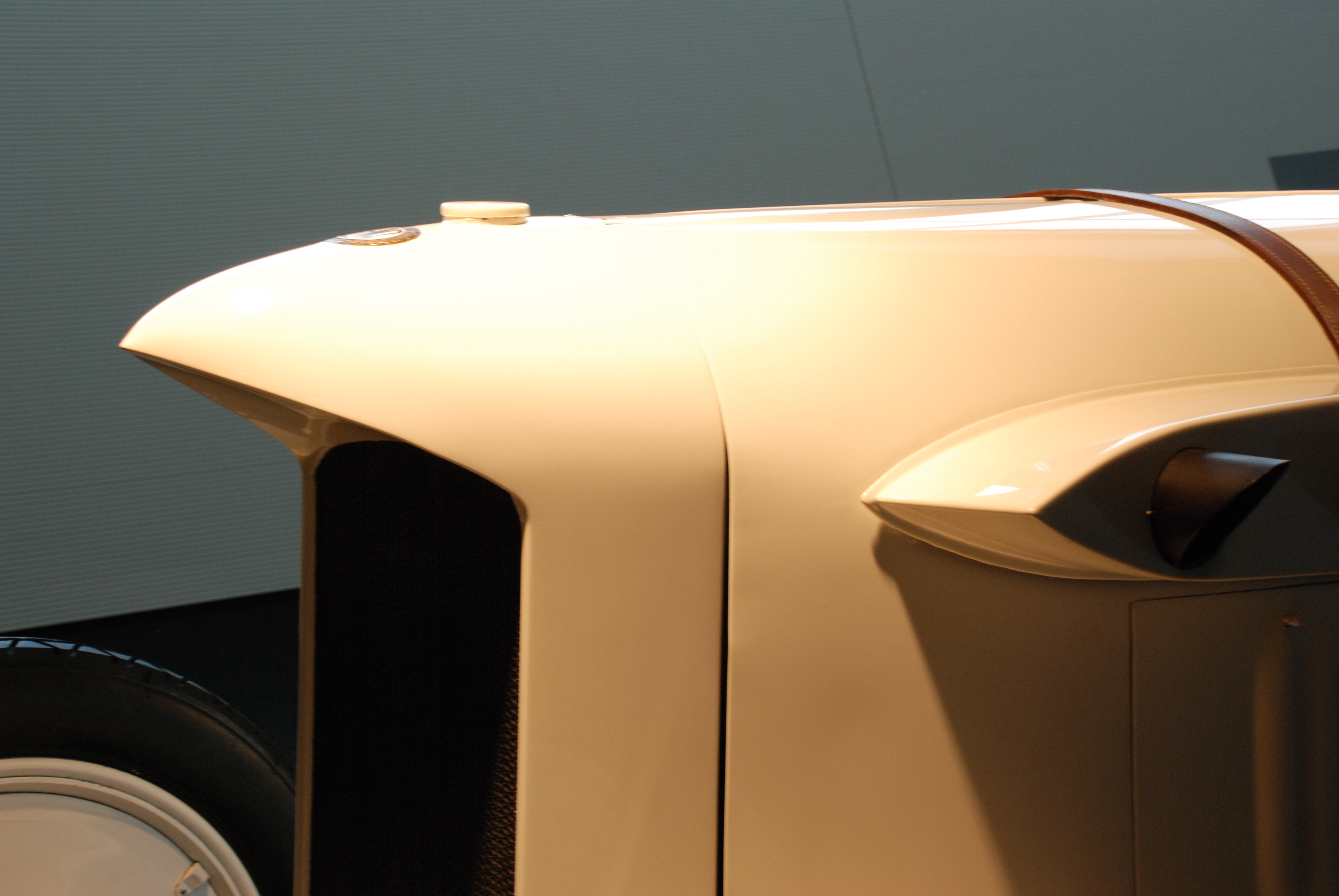
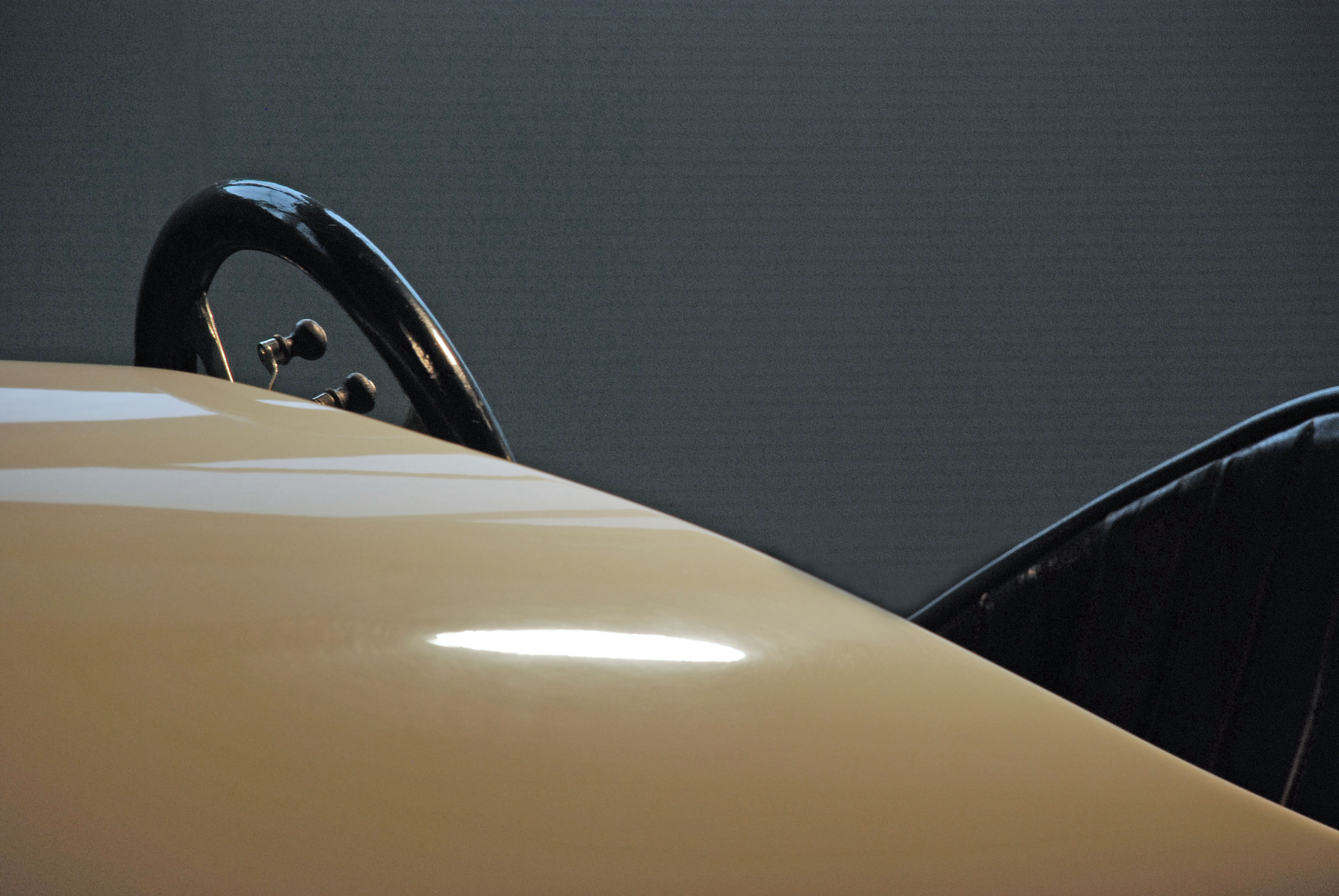
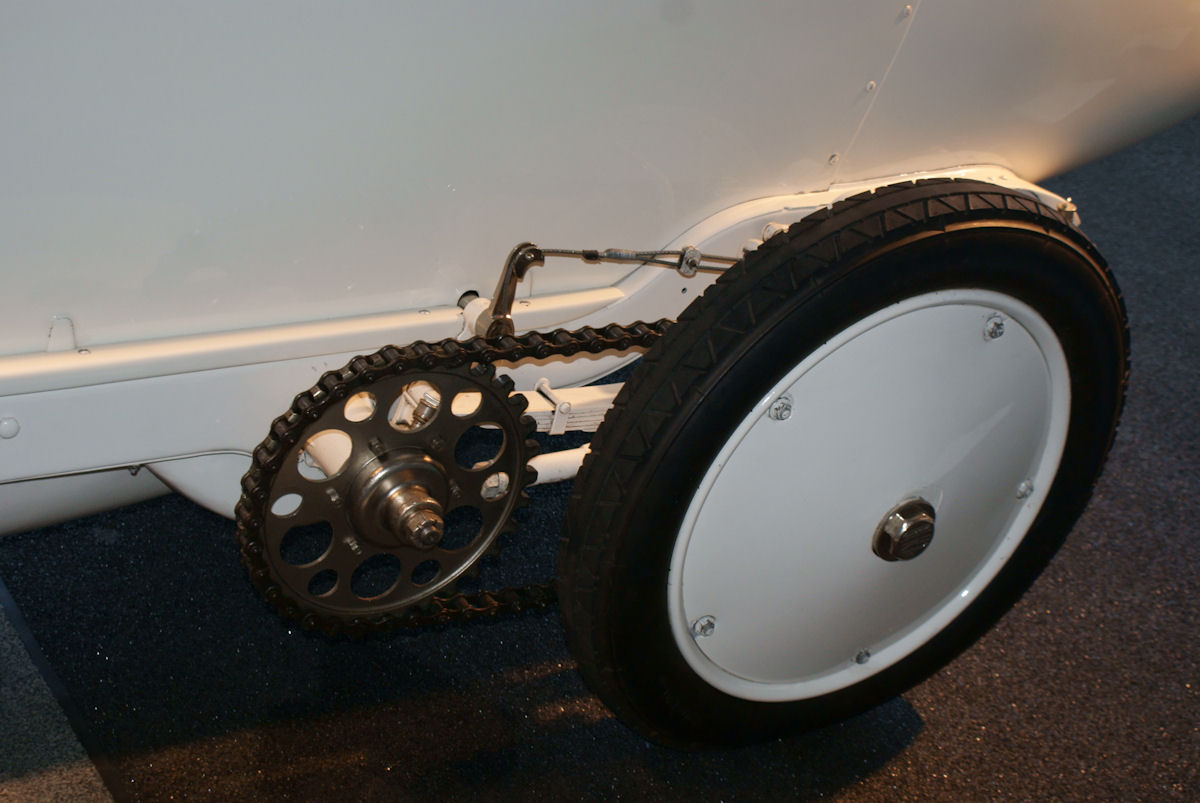
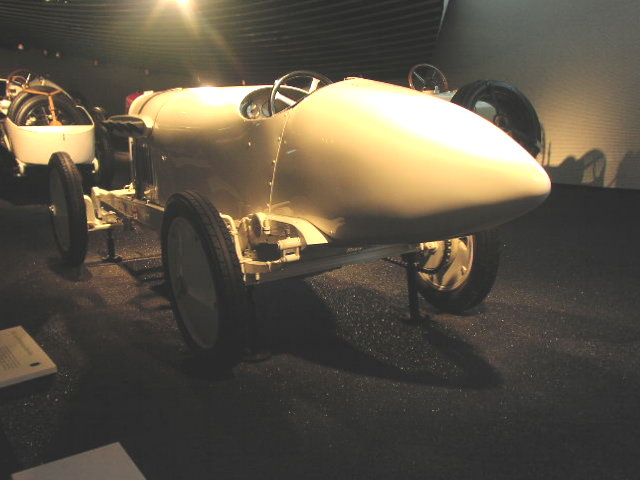

(ici la voiture de Bob Burman)